# Perleberg
Perleberg és una ciutat alemanya que pertany a del Nord-oest de l'estat de Brandenburg. Perleberg és la capital del districte de Prignitz.

## Geografia
El riu Stepenitz creua la ciutat de nord-est a sud-oest.

## Història
La primera menció escrita de la ciutat data del 1239.

## Personatges il·lustres
- Lotte Lehmann, soprano